# برايان بورتر
برايان بورتر (بالإنجليزية: Brian Porter)‏ (20 ديسمبر 1942 بملبورن في أستراليا - ) هو لاعب كريكت أسترالي. لعب مع فريق فكتوريا للكريكت.

## وصلات خارجية
- برايان بورتر على موقع إي آس بي آن كريك إنفو (الإنجليزية)